# Rabe (Wappentier)

Wappen von Marsberg-Canstein

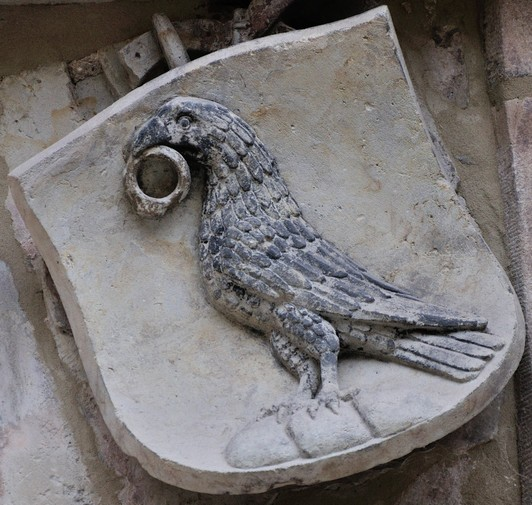
Wappen von Thilo von Trotha

Wappen von Einsiedeln

Der Rabe ist eine gemeine Figur in der Heraldik. Als Wappentier ist er schon seit dem Mittelalter bekannt. Die schottischen Grafen Corbet führten ihn als erste heute bekannte bereits 1170 im Wappen.

## Darstellung
Der Rabe erscheint stehend, schreitend, von einem Dreiberg mit breit ausgestreckten Flügeln auffliegend (Scherbvogel) oder fliegend. Er ist meist in schwarzer Farbe dargestellt, selten in hellen oder anderen Farbtönen. 
Der Rabe ist, wie alle Wappentiere, eine gemeine Figur und kann auch mit andersfarbigen Beinen oder Zunge (Bewehrung) dargestellt werden. Dabei sind öfter anatomische Ähnlichkeiten und Vermischungen mit anderen Vögeln, wie Adlern, Dohlen, Elstern, Amseln usw. möglich.
Der Vogel trägt in einigen Wappen einen Ring im Schnabel, selten einen Zweig, ein Kreuz, eine Münze, einen Brief oder anderes.

## Symbolische Bedeutung
Bei den Griechen und Römern galt der Rabe als Symbol der Untreue, des Verrates und ganz allgemein als Unglücksvogel. In der nordischen Mythologie war er der Leichenvogel. Als Wappentier Rabe ist sein Ansehen besser, denn er steht für Überfluss und Freigiebigkeit.
Für einige besonders verehrte Personen wurde der Rabe er in der Ikonographie zum Attribut. So bei Odin, Erasmus, Benedikt, Habakuk, Ida, Guilelmus Firmatus, Meinhard, Oswald, Paulus Eremita und Vincentius.
Als Attribut des heiligen Oswald von Northumbria findet sich ein Rabe mit Ring im Schnabel in mehreren Gemeindewappen, etwa von St. Oswald bei Haslach oder St. Oswald bei Plankenwarth.
Der Rabe ist ebenfalls das Attribut des Mönchs Meinrad von Einsiedeln, zwei Raben haben daher Eingang in die Wappen von Kloster und Gemeinde Einsiedeln (Schweiz) gefunden.
Der wenige Jahre nach seiner Ermordung heiliggesprochene englische Erzbischof Thomas Becket führte drei Alpenkrähen in seinem Wappen.

## Verbreitung

### Allgemein
Der Rabe kommt in Wappen von Adelsfamilien und Orten in verschiedenen Regionen Europas vor, so in Frankreich, den Niederlanden, Deutschland, der Schweiz, Österreich, Tschechien, Polen, Ungarn usw.

### In Ortsnamen mit der Bedeutung Rabe
Er findet sich öfter in redenden Wappen, das heißt, in Familien- oder Ortsnamen, die den Namen tragen oder enthalten, wie beispielsweise bei Rabenau (Sachsen), Raab (Oberösterreich), Rapperswil BE, Raben Steinfeld, Corvo (Portugal) oder Corbières FR. Einige dieser Namen hatten ursprünglich eine andere Bedeutung und glichen sich erst später der angeblichen Bedeutung Rabe an.
Ebenso ist der Rabe im Wappen des bedeutenden ungarischen Königs Matthias Corvinus (lateinisch corvus = Rabe) enthalten.
Beim ehemaligen Kreis Halle (Westfalen) wird die Zugehörigkeit zur Grafschaft Ravensberg versinnbildlicht.
Die Familie Rabe von Canstein, ein freiherrliches westfälisches Adelsgeschlecht, führte einen gekrönten Raben mit goldenen Fängen im Wappen. Der Rabe von Pappenheim ist der Name eines alten westfälisch-engerschen Adelsgeschlechts, dessen Wappentier schwarz und gold-gekrönt ist.

### Weitere Beispiele
Die Wettiner und auch die Adelsfamilien der Biron hatten im Wappen diesen schwarzen Vogel. Die Adelsfamilie Schwarzenberg führt im Wappen einen Raben, welcher einem Türkenkopf die Augen aushackt.